# Sanremese Calcio 1983-1984
Questa voce raccoglie le informazioni riguardanti la Sanremese Calcio nelle competizioni ufficiali della stagione 1983-1984.

## Stagione
Nella stagione 1983-1984 la Sanremese disputò il quinto campionato di Serie C1 della sua storia.

## Divise e sponsor
Lo sponsor tecnico per la stagione 1983-1984 fu Adidas.
| 1ª divisa | 2ª divisa |

## Organigramma societario
Area direttiva
- Presidente: Gianni Borra
- Segretaria: Clara Lanteri

Area sanitaria
- Medici sociali: Paolo Ammirati e Giuseppe Mussa
- Massaggiatore: Renato Battisti

Area tecnica
- Allenatore: Ezio Caboni, poi Franco Viviani (dal 26 ottobre)[2]
- Allenatore in 2ª: Gianni Comini

## Rosa
| N. |                   | Ruolo | Calciatore     |
| -- | ----------------- | ----- | -------------- |
|    | Italia (bandiera) | P     | Stefano Bobbo  |
|    | Italia (bandiera) | P     | Massimo Meani  |
|    | Italia (bandiera) | D     | Luigi Cichero  |
|    | Italia (bandiera) | D     | Lino Giusto    |
|    | Italia (bandiera) | D     | Luigi Gualco   |
|    | Italia (bandiera) | D     | Marzio Lugnan  |
|    | Italia (bandiera) | D     | Fabio Sala     |
|    | Italia (bandiera) | D     | Osvaldo Arecco |
|    | Italia (bandiera) | C     | Ezio Blangero  |
|    | Italia (bandiera) | C     | Luigi Boni     |
|    | Italia (bandiera) | C     | Roberto Bordin |

| N. |                   | Ruolo | Calciatore         |
| -- | ----------------- | ----- | ------------------ |
|    | Italia (bandiera) | C     | Maurizio De Luca   |
|    | Italia (bandiera) | C     | Francesco Lapa     |
|    | Italia (bandiera) | C     | Franco Ogliari     |
|    | Italia (bandiera) | C     | Davide Onorini     |
|    | Italia (bandiera) | C     | Giuliano Perico    |
|    | Italia (bandiera) | A     | Fabio Fiaschi      |
|    | Italia (bandiera) | A     | Fabrizio Gatti     |
|    | Italia (bandiera) | A     | Riccardo Gori      |
|    | Italia (bandiera) | A     | Adriano Monari     |
|    | Italia (bandiera) | A     | Mauro Sberveglieri |
|    | Italia (bandiera) | A     | Roberto Simonetta  |

## Risultati

### Serie C1

#### Girone d'andata
| Arbitro: | Ramacci (Latina) |

|             |           |  |
| Melotti 30’ | Marcatori |  |

| Arbitro: | Catania (Roma) |

|            |           |  |
| Monari 86’ | Marcatori |  |

| Arbitro: | Nicoletti (Agropoli) |

|            |           |  |
| Chiodi 40’ | Marcatori |  |

| Sanremo 9 ottobre 1983 | Sanremese           | 0 – 0 | Rondinella | Stadio Comunale\| Arbitro: \| Amendolia (Messina) \| |
| Arbitro:               | Amendolia (Messina) |       |            |                                                      |

| Arbitro: | Marascia (Roma) |

|                     |           |  |
| Blangero 55’ (aut.) | Marcatori |  |

| Arbitro: | Di Cola (Avezzano) |

|                          |           |  |
| Lucchetti 17’ Baldan 35’ | Marcatori |  |

| Arbitro: | De Luca (Napoli) |

|            |           |  |
| Bordin 68’ | Marcatori |  |

| Vicenza 6 novembre 1983 | Lanerossi Vicenza  | 0 – 0 | Sanremese | Stadio Romeo Menti\| Arbitro: \| Fabricatore (Roma) \| |
| Arbitro:                | Fabricatore (Roma) |       |           |                                                        |

| Arbitro: | Frusciante (Como) |

|             |           |                |
| Ogliari 44’ | Marcatori | 90’ D'Agostino |

| Arbitro: | Scalcione (Matera) |

|                                                          |           |  |
| Ferretti 19’ Pezzato 53’ Arecco 62’ (aut.) Bresciani 80’ | Marcatori |  |

| Arbitro: | Fiorenza (Siena) |

|                           |           |  |
| Simonetta 62’ Ogliari 89’ | Marcatori |  |

| Sanremo 4 dicembre 1983 | Sanremese         | 0 – 0 | Bologna | Stadio Comunale\| Arbitro: \| Gava (Conegliano) \| |
| Arbitro:                | Gava (Conegliano) |       |         |                                                    |

| Arbitro: | Novi (Pisa) |

|                       |           |  |
| Quadrelli 2’ Mochi 7’ | Marcatori |  |

| Arbitro: | Agnelli (Siena) |

|                                |           |                            |
| Sberveglieri 17’, 31’ Gori 81’ | Marcatori | 37’ D'Oriano 48’ Cambiaghi |

| Arbitro: | Perdonò (Foggia) |

|                |           |                                |
| Ceramicola 15’ | Marcatori | 23’ Bordin 76’ (aut.) Laurenti |

| Arbitro: | Cassi (Pisa) |

|  |           |            |
|  | Marcatori | 15’ Gritti |

| Arbitro: | Betti (Siena) |

|                     |           |  |
| Pin 13’ Mariani 37’ | Marcatori |  |

#### Girone di ritorno
| Sanremo 29 gennaio 1984 | Sanremese           | 0 – 0 | Modena | Stadio Comunale\| Arbitro: \| Bruschini (Firenze) \| |
| Arbitro:                | Bruschini (Firenze) |       |        |                                                      |

| Arbitro: | Pomentale (Bologna) |

|                       |           |                        |
| Masuero 39’ Rossi 88’ | Marcatori | 18’ Gori 50’ Simonetta |

| Arbitro: | Frigerio (Milano) |

|                    |           |            |
| Simonetta 12’, 41’ | Marcatori | 13’ Vitale |

| Firenze 18 febbraio 1984 | Rondinella     | 0 – 0 | Sanremese | Stadio Due Strade\| Arbitro: \| Tarallo (Como) \| |
| Arbitro:                 | Tarallo (Como) |       |           |                                                   |

| Sanremo 26 febbraio 1984 | Sanremese        | 0 – 0 | Reggiana | Stadio Comunale\| Arbitro: \| Ramacci (Latina) \| |
| Arbitro:                 | Ramacci (Latina) |       |          |                                                   |

| Sanremo 4 marzo 1984 | Sanremese          | 0 – 0 | Legnano | Stadio Comunale\| Arbitro: \| Scalcione (Matera) \| |
| Arbitro:             | Scalcione (Matera) |       |         |                                                     |

| Arbitro: | Schiavon (Padova) |

|                |           |  |
| Cacciatori 30’ | Marcatori |  |

| Arbitro: | Albertini (Voghera) |

|                        |           |                            |
| Arecco 10’ De Luca 47’ | Marcatori | 52’ (rig.) Rondon 62’ Grop |

| Arbitro: | Barbaraci (Cagliari) |

|                   |           |                                       |
| Lo Manno 25’, 70’ | Marcatori | 14’, 68’ Simonetta 74’ (rig.) Ogliari |

| Arbitro: | Bruschini (Firenze) |

|             |           |               |
| Blangero 1’ | Marcatori | 61’ Bresciani |

| Arbitro: | Caprini (Perugia) |

|                                  |           |  |
| Del Prete 74’ Ogliari 78’ (aut.) | Marcatori |  |

| Arbitro: | Laricchia (Bari) |

|                                   |           |            |
| Fabbri 38’ Logozzo 67’ Frutti 87’ | Marcatori | 60’ Bordin |

| Sanremo 6 maggio 1984 | Sanremese       | 0 – 0 | Ancona | Stadio Comunale\| Arbitro: \| Agnelli (Siena) \| |
| Arbitro:              | Agnelli (Siena) |       |        |                                                  |

| Treviso 13 maggio 1984 | Treviso        | 0 – 0 | Sanremese | Stadio Omobono Tenni\| Arbitro: \| Catania (Roma) \| |
| Arbitro:               | Catania (Roma) |       |           |                                                      |

| Arbitro: | Pucci (Firenze) |

|                  |           |              |
| Sberveglieri 70’ | Marcatori | 53’ Nicassio |

| Arbitro: | Felicani (Bologna) |

|                          |           |                    |
| Lombardi 15’ Mossini 41’ | Marcatori | 49’, 80’ Simonetta |

| Arbitro: | Frigerio (Milano) |

|  |           |           |
|  | Marcatori | 23’ Pioli |

### Coppa Italia di Serie C

#### Primo turno
| Arbitro: | Ruffinengo (Savona) |

|  |           |                  |
|  | Marcatori | 58’ Sberveglieri |

| Arbitro: | Predieri (Varese) |

|                            |           |  |
| Sberveglieri 7’ Lugnan 33’ | Marcatori |  |

| La Spezia 28 agosto 1983 | Spezia              | 0 – 0 | Sanremese | Stadio Alberto Picco\| Arbitro: \| Pomentale (Bologna) \| |
| Arbitro:                 | Pomentale (Bologna) |       |           |                                                           |

| Sanremo 31 agosto 1983                       | Sanremese | 1 – 0 | Imperia | Stadio Comunale |
| \| \| \| \| \| Lugnan 77’ \| Marcatori \| \| |           |       |         |                 |
|                                              |           |       |         |                 |
| Lugnan 77’                                   | Marcatori |       |         |                 |

| Arbitro: | Baldini (Piacenza) |

|            |           |            |
| Guerra 62’ | Marcatori | 83’ Monari |

| Taggia 10 settembre 1983                              | Sanremese | 2 – 0 | Spezia | Stadio Ezio Sclavi |
| \| \| \| \| \| Sala 19’ Lugnan 21’ \| Marcatori \| \| |           |       |        |                    |
|                                                       |           |       |        |                    |
| Sala 19’ Lugnan 21’                                   | Marcatori |       |        |                    |

#### Sedicesimi di finale
| Sanremo 9 novembre 1983 | Sanremese          | 0 – 0 | Novara | Stadio Comunale\| Arbitro: \| Zambelli (Brescia) \| |
| Arbitro:                | Zambelli (Brescia) |       |        |                                                     |

| Arbitro: | Moschet (Conegliano) |

|           |           |  |
| Zardi 40’ | Marcatori |  |

## Statistiche

### Statistiche di squadra
| Competizione         | Punti | In casa | In casa | In casa | In casa | In casa | In casa | In trasferta | In trasferta | In trasferta | In trasferta | In trasferta | In trasferta | Totale | Totale | Totale | Totale | Totale | Totale | DR  |
| Competizione         | Punti | G       | V       | N       | P       | Gf      | Gs      | G            | V            | N            | P            | Gf           | Gs           | G      | V      | N      | P      | Gf     | Gs     | DR  |
| -------------------- | ----- | ------- | ------- | ------- | ------- | ------- | ------- | ------------ | ------------ | ------------ | ------------ | ------------ | ------------ | ------ | ------ | ------ | ------ | ------ | ------ | --- |
| Serie C1             | 29    | 17      | 5       | 10      | 2       | 14      | 10      | 17           | 2            | 5            | 10           | 10           | 26           | 34     | 7      | 15     | 12     | 24     | 36     | -12 |
| Coppa Italia Serie C |       | 4       | 3       | 1       | 0       | 5       | 0       | 4            | 1            | 2            | 1            | 2            | 2            | 8      | 4      | 3      | 1      | 7      | 2      | +5  |
| Totale               | -     | 21      | 8       | 11      | 2       | 19      | 10      | 21           | 3            | 7            | 11           | 12           | 28           | 42     | 11     | 18     | 13     | 31     | 38     | -7  |

### Statistiche dei giocatori[4]
| Giocatore       | Serie C1 | Serie C1 | Coppa Italia Serie C | Coppa Italia Serie C | Totale   | Totale |
| Giocatore       | Presenze | Reti     | Presenze             | Reti                 | Presenze | Reti   |
| --------------- | -------- | -------- | -------------------- | -------------------- | -------- | ------ |
| A. Arecco       | 28       | 1        | 8                    | 0                    | 36       | 1      |
| E. Blangero     | 21       | 1        | 2                    | 0                    | 23       | 1      |
| S. Bobbo        | 3        | -4       | 5                    | -2                   | 8        | -6     |
| L. Boni         | -        | -        | 1                    | 0                    | 1        | 0      |
| R. Bordin       | 32       | 3        | 7                    | 0                    | 39       | 3      |
| L. Cichero      | 34       | 0        | 7                    | 0                    | 41       | 0      |
| M. De Luca      | 32       | 0        | 2                    | 0                    | 34       | 0      |
| F. Fiaschi      | 17       | 0        | 1                    | 0                    | 18       | 0      |
| F. Gatti        | -        | -        | 1                    | 0                    | 1        | 0      |
| L. Giusto       | 28       | 0        | 2                    | 0                    | 30       | 0      |
| R. Gori         | 25       | 2        | 2                    | 0                    | 27       | 2      |
| L. Gualco       | 4        | 0        | 1                    | 0                    | 5        | 0      |
| F. Lapa         | 9        | 0        | 8                    | 0                    | 17       | 0      |
| M. Lugnan       | 33       | 0        | 7                    | 3                    | 40       | 3      |
| M. Meani        | 31       | -32      | 3                    | 0                    | 34       | -32    |
| A. Monari       | 7        | 1        | 7                    | 1                    | 14       | 2      |
| F. Ogliari      | 31       | 3        | 6                    | 0                    | 37       | 3      |
| D. Onorini      | 24       | 0        | 8                    | 0                    | 32       | 0      |
| G. Perico       | 3        | 0        | 6                    | 0                    | 9        | 0      |
| F. Sala         | 33       | 0        | 7                    | 1                    | 40       | 1      |
| M. Sberveglieri | 22       | 3        | 7                    | 1                    | 29       | 4      |
| R. Simonetta    | 28       | 8        | -                    | -                    | 28       | 8      |